# Рокино
Рокино (рос. Рокино) — присілок в Струго-Красненському районі Псковської області Російської Федерації.
Населення становить 1 особу. Входить до складу муніципального утворення Мар'їнська волость.

## Історія
Від 2015 року входить до складу муніципального утворення Мар'їнська волость.

## Населення
| 2001 | 2002 | 2010 | 2011 |
| ---- | ---- | ---- | ---- |
| 4    | →4   | ↘3   | ↘1   |